# هيلموت شتورم
هيلموت شتورم (بالألمانية: Helmut Sturm)‏ هو رسام ألماني، ولد في 21 فبراير 1932 في فورت إم فالد في ألمانيا، وتوفي في 20 فبراير 2008 في بولآخ في ألمانيا.